# 追捕使
追捕使（ついぶし）は、日本の律令制下の令外官の一つ。警察・軍事的官職。初めは臨時の官職であったが、後に諸国に常設されるようになった。

## 概要
最初に設置されたのは932年（承平2年）で、当初南海道で頻繁に出没していた海賊･凶賊を掃討する目的で設置された。「追捕」は「追い捕らえる」の意で、元々軍事的役割を含んでいなかったが、海賊、反乱などを鎮圧するという目的から、実際に戦闘に当たることが多かった。
追捕使になったものとしては、承平天慶の乱で藤原純友の乱の鎮圧に当たった小野好古が有名。
その後、諸国に常設されるようになると、国司を追捕使に兼任させたり、地方の豪族を任命したケースが多かった。12世紀末ごろになると、惣追捕使（総追捕使）として一国の警察・軍事的役割を担う官職があらわれ、追捕使の職務は引き継がれた。さらにその後、1185年に源頼朝が日本国惣追捕使に任命され、諸国の惣追捕使の任免権が鎌倉殿に移り、守護と名を変え、後に発展していった。